# Пірс Броснан
Пірс Бро́снан (англ. Pierce Brosnan; нар. 16 травня 1953, Дроеда, Ірландія) — ірландський актор та продюсер. Найбільш відомий за роллю Джеймса Бонда у чотирьох стрічках цієї серії.

## Життєпис

### Ранні роки
Народився 16 травня 1953 року в ірландському містечку Дрогеда.
Через рік після народження сина батько покинув родину, а мати залишила доглядати хлопця бабусі.  В 11 років разом з матір'ю переїздять до Лондона. В 16 років почав працювати у фотостудії. В 1973 році вступає у Лондонський центр драматичного мистецтва, де протягом трьох років навчається акторської майстерності. Після завершення навчання він починає кар'єру актора, спочатку граючи ролі у виставах англійських театрів, а пізніше з'являючись на телебаченні.

### Особисте життя
У 1980 році Пірс Броснан одружився з Кассандрою Гарріс, всиновивши двох її дітей — Шарлотт Емілі (27.11.1971-28.06.2013) і Крістофера (11.11.1972). У 1981 році Кассандра зіграла одну з дівчат Бонда у фільмі «Тільки для твоїх очей». У цьому шлюбі народився їх спільний син Шон Вільям (13.09.1983). Шон став актором. У 2012 році він зіграв одну з головних ролей у фільмі «Вторгнення ззовні». Кассандра померла в 1991 році від раку яєчників.
З 4 серпня 2001 року Пірс Броснан одружений з Кілі Шей Сміт, з якою він зустрічався 7 років до їхнього весілля. У подружжя є двоє синів — Ділан Томас (13.01.1997) і Періс Бекетт (27.02.2001).

### Кінокар'єра
У 1981 році Броснан отримав роль в американському телесеріалі The Manions of America, який став популярним, зробивши популярним і актора. Броснан з родиною переїжджає до США. Його популярність зростає ще більше після того, як він знявся у детективному серіалі каналу Ен-Бі-Сі Remington Steele. Саме в цей час Пірсу Броснану і запропонували зіграти роль «головного шпигуна світу» Джеймса Бонда, лише за умови — тоді, якщо від неї відмовиться Роджер Мур.

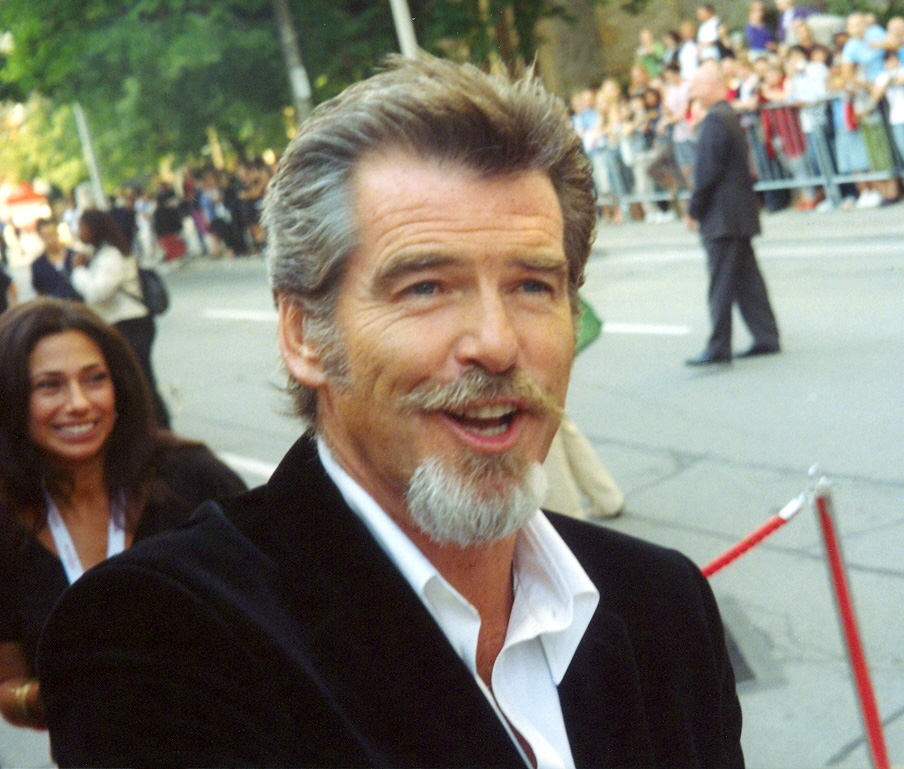
Пірс Броснан на Торонтському кінофестивалі на презентації фільму «Матадор» вересень 2005

Відтак, у 1986 році Броснан отримав пропозицію на роль у черговому сиквелі Бондіани — «Живі вогні» The Living Daylights, однак умови контракту з NBC завадили саме йому взяти участь у стрічці. Роль віддали Тімоті Далтону.

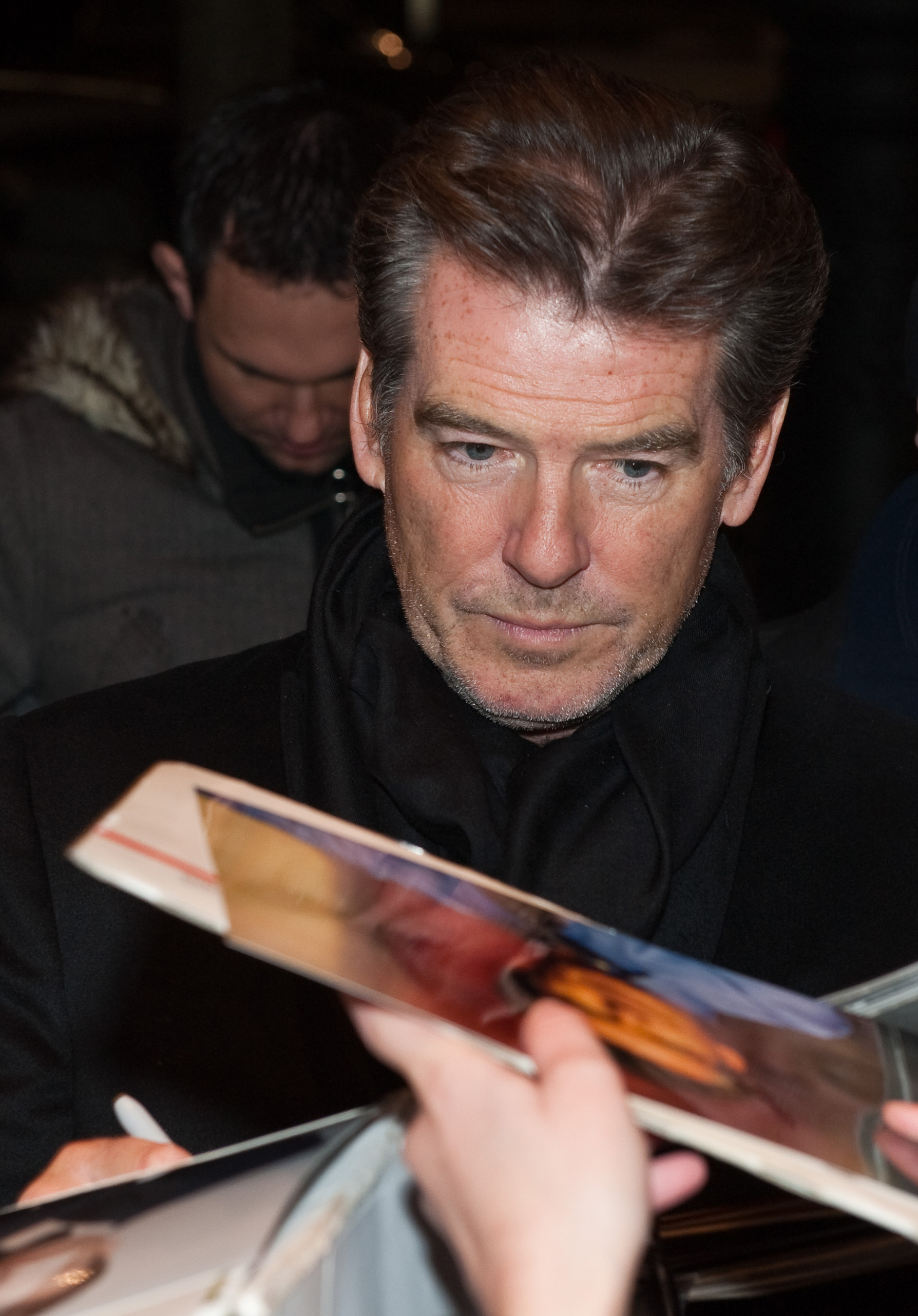

На початку 90-х років Броснан знявся у стрічках «Газонокосар» і «Місис Даутфайр».

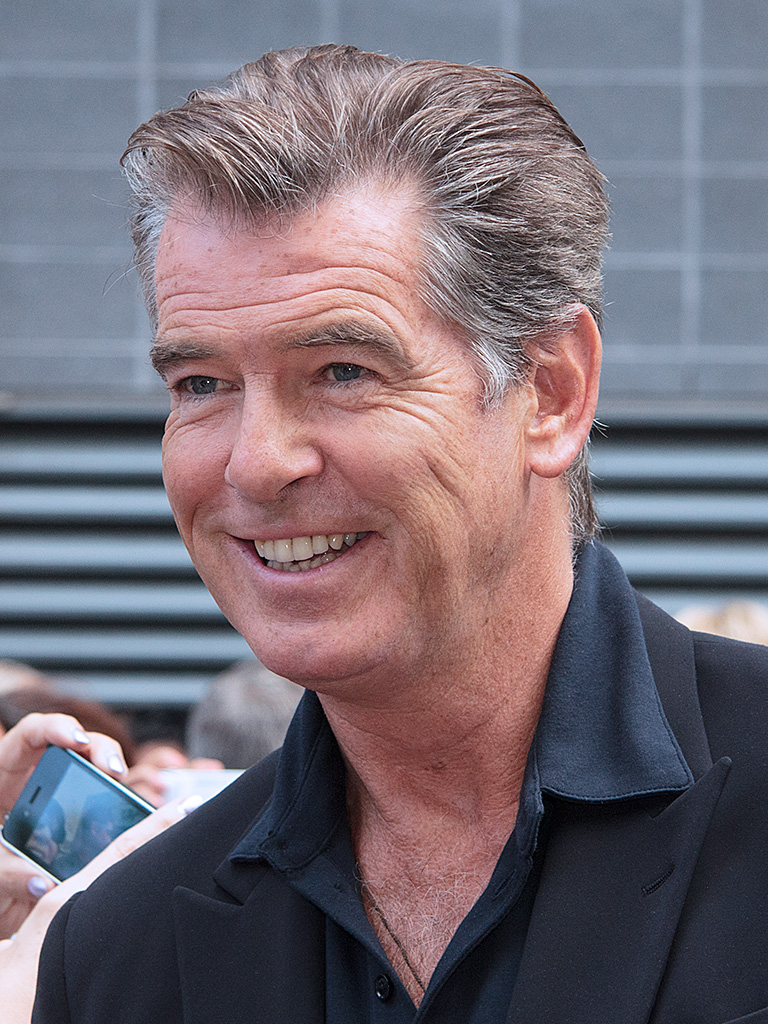
Броснан на Міжнародному кінофестивалі у Торонто, 2013 рік

Нарешті, у 1995 році Пірс Броснан зіграв Джеймса Бонда у «Золотому оці». Успіх був шалений — у кінопрокаті стрічка зібрала 350 млн доларів. Такий же успіх мали наступні два епізоди Бондіани за участю Пірса Броснана — «Завтра не помре ніколи» (1997) та «І цілого світу мало» (1999).
Броснан почав отримувати запрошення зіграти головні ролі в інших стрічках. Так, у період з 1996 по 2002 рік він зіграв у фільмах «У дзеркала два обличчя» у парі з Барбарою Стрейзанд (1996), у комедії «Марс атакує!» (1996), «Пік Данте» (1997), «Сіра Сова» та «Афера Томаса Крауна» (обидві стрічки — 1999 рік).
У 2002 році Пірс Броснан вчетверте втілив на екрані образ Джеймса Бонда у фільмі «Помри, але не зараз» (касові збори склали 270 млн доларів).
З яскравих наступних ролей — роль адвоката з розірвання шлюбів Даніеля Рафферті (Daniel Rafferty) у «Законах привабливості» (2004) і роль авантюриста Джуліана Ноубла (Julian Noble) в «Матадорі» (2005). За гру в останній стрічці Пірс Броснан у 2006 році був номінований на премію «Золотий глобус», як найкращий актор ігрового музичного фільму або комедії (Best Actor of Motion Picture Musical/Comedy).

## Фільмографія

### Фільми
| Рік         | Назва                                                | Роль                                     | Примітки, номінації та нагороди |
| ----------- | ---------------------------------------------------- | ---------------------------------------- | --- |
| 1979        | Інсульт Мерфі                                        | Едвард О'Греді                           | Перша роль |
| 1980        | Довга Страсна п'ятниця                               | перший ірландець                         | |
| 1980        | Дзеркало тріснуло                                    | актор, який грає Джеймі                  | в титрах не вказаний |
| 1981        | Родина Меніон у пошуках щастя                        | Рорі О'Меніон                            | |
| 1982 — 1987 | Ремінґтон Стіл — ТВ серіал, 5 сезонів, 94 серії      | Ремінґтон Стіл                           | |
| 1986        | Кочівники                                            | Жан Шарль Помьє                          | |
| 1987        | Немає вибору                                         | Марк Таффін                              | |
| 1987        | Четвертий протокол                                   | Валерій Петровський / Джеймс Едвард Росс | |
| 1988        | Душителі                                             | Вільям Севідж                            | |
| 1988        | Шляхетний будинок                                    | Єн Данросс                               | мінісеріал |
| 1989        | Навколо світу за 80 днів                             | Філеас Фоґґ                              | мінісеріал |
| 1989        | Крадіжка                                             | Ніл Скіннер                              | |
| 1990        | Містер Джонсон                                       | Гаррі Рудбек                             | |
| 1991        | Убивство 101                                         | Чарльз Латтімор                          | |
| 1991        | Жертва кохання                                       | Пол Томлінсон                            | |
| 1992        | Газонокосар                                          | доктор Лоуренс Анджело                   | |
| 1992        | Дріт під напругою                                    | Денні О'Нілл                             | |
| 1993        | Місіс Даутфайр                                       | Стюарт Данмайєр                          | |
| 1993        | Поїзд смерті                                         | Майкл «Майк» Ґрем                        | |
| 1993        | Що потрапив у мережі                                 | Ґараван                                  | |
| 1993        | Розірваний ретязь                                    | сер Вільям Джонсон                       | |
| 1994        | Кохальна історія                                     | Кен Аллен                                | |
| 1994        | Чи не розмовляйте з незнайомцями                     | Дуглас Патрік Броуді                     | |
| 1995        | Нічна варта                                          | Майкл «Майк» Грем                        | |
| 1995        | Золоте око                                           | Джеймс Бонд                              | Номінація — Премія «Сатурн» за найкращу чоловічу роль |
| 1996        | Марс атакує!                                         | Професор Дональд Кесслер                 | |
| 1996        | У дзеркала два обличчя                               | Алекс                                    | |
| 1997        | Робінзон Крузо                                       | Робінзон Крузо                           | |
| 1997        | Завтра не помре ніколи                               | Джеймс Бонд                              | Премія «Сатурн» за найкращу чоловічу роль Номінація — Премія European Film Awards за найкращу чоловічу роль |
| 1997        | Пік Данте                                            | Гарі Далтон                              | |
| 1998        | Чарівний меч: В пошуках Камелота                     | Король Артур                             | мультфільм |
| 1998        | Небіж                                                | Джо Бреді                                | також продюсер |
| 1999        | Сіра Сова                                            | Арчибальд «Сіра Сова» Белані             | |
| 1999        | І цілого світу мало                                  | Джеймс Бонд                              | Премія Empire Awards за найкращу чоловічу роль |
| 1999        | Матч                                                 | Джон МакГі                               | також продюсер |
| 1999        | Афера Томаса Крауна                                  | Томас Краун                              | також продюсер |
| 2001        | Кравець з Панами                                     | Ендрю Оснард                             | |
| 2002        | Помри, але не зараз                                  | Джеймс Бонд                              | Номінація — Премія «Сатурн» за найкращу чоловічу роль |
| 2002        | Евелін                                               | Десмонд Дойл                             | також продюсер |
| 2004        | Після Заходу Сонця                                   | Макс Бердетт                             | |
| 2004        | Закони привабливості                                 | Деніел Рафферті                          | також виконавчий продюсер |
| 2005        | Матадор                                              | Джуліан Нойбл                            | Номінація — Премія «Сатурн» за найкращу чоловічу роль Номінація — Премія «Золотий глобус» за найкращу чоловічу роль — комедія або мюзикл Номінація — Премія Irish Film and Television Awards за найкращу чоловічу роль |
| 2006        | Водоспад Серафима                                    | Ґідеон                                   | |
| 2007        | Викуп                                                | Том Раян                                 | також продюсер |
| 2007        | Подружжя                                             | Річард Ленглі                            | |
| 2008        | Мамма міа!                                           | Сем Кармайкл                             | Золота малина за найгіршу чоловічу роль другого плану Номінація — Премія National Movie Awards за найкращу чоловічу роль                                                                                               |
| 2009        | Найкращий                                            | Аллен Брюер                              | |
| 2010        | Привид                                               | Адам Ленг                                | Номінація — Премія Satellite Awards за найкращу чоловічу роль другого плану |
| 2010        | Персі Джексон і викрадач блискавок                   | Хірон                                    | |
| 2010        | Пам'ятай мене                                        | Чарльз Гоукінс                           | |
| 2010        | Океани                                               | Голос за кадром                          | документальний фільм |
| 2011        | Я не знаю, як вона робить це                         | Джек Абельхаммера                        | |
| 2011        | Бульвар порятунку                                    | Ден Дей                                  | |
| 2011        | Мішок з кістками (міні-серіал)                       | Майк Нунен                               | |
| 2012        | Все, що потрібно тобі — це любов                     | Філіп                                    | |
| 2013        | Кохальний удар                                       | Річард Джонс                             | |
| 2013        | Армагеддець                                          | Містер Шеппард                           | |
| 2014        | Довге падіння                                        | Мартін Шарп                              | |
| 2014        | Людина листопада                                     | Пітер Деверо                             | |
| 2014        | Як кохатися по-англійському                          | Річард Гейґ                              | |
| 2014        | Переворот                                            | Геммонд                                  | |
| 2015        | Вціліла                                              | Неш                                      | |
| 2016        | Штучний інтелект. Доступ необмежений                 | Майк Ріган                               | |
| 2017        | Іноземець                                            | Ліам Геннессі                            | |
| 2017-2019   | Син                                                  | Ілай МакКалоу                            | |
| 2018        | Мамма Міа! 2                                         | Сем Кармайкл                             | |
| 2018        | На межі божевілля                                    | детектив Меллоу                          | |
| 2018        | Остаточний рахунок                                   | Дмитро Бєлов                             | |
| 2020        | Пісенний конкурс Євробачення: Історія вогненної саги | Ерік Еріксонґ                            | |
| 2021        | Попелюшка                                            | король Роуан                             | |
| 2021        | Поганці                                              | Річард Пейс                              | |
| 2021        | Хибно позитивний                                     | доктор Гайндл                            | |
| 2022        | Дочка короля                                         | Луї XIV                                  | |
| 2022        | Чорний Адам                                          | Доктор Фейт                              | |
| 2023        | Родичі поза законом                                  | Біллі МакДермотт                         | |
| 2023        | Швидкий Чарлі                                        | Чарлі Свіфт                              | |
| 2024        | Чотири листи кохання                                 | Вільям Коґлан                            | |
| 2025        | Операція «Чорний кейс»                               | Артур Штайгліц                           | |

### Відеоігри
| Рік  | Назва                                 | Роль        | Примітки                         |
| ---- | ------------------------------------- | ----------- | -------------------------------- |
| 1997 | GoldenEye 007                         | Джеймс Бонд | Зовнішня схожість, архівне відео |
| 1999 | Tomorrow Never Dies                   | Джеймс Бонд | Зовнішня схожість, архівне відео |
| 2000 | The World Is Not Enough (Nintendo 64) | Джеймс Бонд | Зовнішня схожість, архівне відео |
| 2000 | The World Is Not Enough (PlayStation) | Джеймс Бонд | Зовнішня схожість, архівне відео |
| 2000 | 007 Racing                            | Джеймс Бонд | Зовнішня схожість, архівне відео |
| 2002 | James Bond 007: Nightfire             | Джеймс Бонд | Зовнішня схожість                |
| 2004 | James Bond 007: Everything or Nothing | Джеймс Бонд | Зовнішня схожість, озвучення     |